# Huang Jing-yu
Huang Jing-yu (chino simplificado: 黄景瑜) conocido como Johnny Huang, es un actor y modelo chino.

## Biografía
Comenzó a aprender en 2001 y después de eso Entró a la Escuela Universitaria Liaoning (inglés: "Eastern Liaoning University") donde estudió como asistente de vuelo.
Practicó el Huang ha practicado el Jiu-jitsu brasileño y participó en varias competiciones, incluso ganando los campeonatos celebrados en el Shanghai Brazilian Jiu Jitsu College.
Salió con una joven llamada Wang Yuxin (王雨馨), sin embargo la relación finalizó.

## Carrera
Es miembro de la agencia "Lucida Entertainment".
En 2016 se unió al elenco principal de la serie web Addicted donde interpretó el personaje de Gu Hai, el hermanastro de Bai LuoYin (Xu Weizhou), de quien termina enamorándose.
El 16 de febrero del 2018 se unió al elenco principal de la película Operation Red Sea donde dio vida al francotirador Gu Shun.
El 9 de mayo del mismo año se unió al elenco principal de la serie Moonshine and Valentine (también conocida como "His Excellency's First Love") donde interpretó a Helan Jingting, un miembro del clan Fox y coleccionista de antigüedades, que nació con una enfermedad ocular que lo deja sin la visión durante el día, pero con una excelente visión nocturna, hasta el final de la serie el 13 de junio del mismo año. El actor Victor Liu (刘奇) interpretó a Jingting de joven.
El 27 de mayo del mismo año se unió al elenco principal de la tercera temporada del reality chino Let Go of My Baby junto a Jackson Wang, Chen Xuedong, Zhou Zhennan y Zhang Jie, hasta el final de la temporada el 12 de agosto del mismo año. En el programa los padres dejan que las celebridades cuiden de sus hijos durante aproximadamente un mes.
Ese mismo año realizó una aparición especial en la serie My Story for You donde interpretó a Changgong Wei, un superhéroe creado por Zhang Changgong (Luo Jin).
El 7 de mayo del 2019 se unió al elenco principal de la serie The Thunder donde dio vida a Li Fei, un oficial de narcóticos de Dongshan que descubre inadvertidamente la verdad detrás de la operación encubierta, hasta el final de la serie el 30 de mayo del mismo año.
El 8 de noviembre del mismo año se unió al elenco del programa Chase Me.
Así como al elenco principal de la película XX Love (月半爱丽丝) donde interpretó al músico Han Bing.
El 18 de mayo del 2020 se unió al elenco principal de la serie Love Advanced Customization donde dio vida a Song Lin, un empresario de comercio electrónico que se enamora profundamente de la diseñadora Zhou Fang (Dilraba Dilmurat), hasta el final de la serie el 16 de junio del mismo año.
El 8 de noviembre del mismo año se unió al elenco principal de la serie We Are Young (también conocida como "Something Just Like This") donde dio vida a Duan Ran, un empresario que ingresa en la industria del comercio electrónico, hasta el final de la serie el 3 de diciembre del mismo año.
El 1 de junio de 2021 se unirá al elenco principal de la serie Dear Military Uniform (también conocida como "My Dear Guardian, 亲爱的戎装") donde interpretará al soldado Liang Zemu, un hombre con una personalidad fría. La serie es la adaptación china de la popular serie surcoreana Descendants of the Sun.
Ese mismo año se unirá al elenco principal de la serie Lucky With You (三生有幸遇见你, también conocida como "Meet You") donde dará vida a Hou Juejie, un joven heredero rico, frío y atractivo.

## Filmografía

### Series de televisión
| Año             | Título                                       | Personaje                         | Notas                      |
| --------------- | -------------------------------------------- | --------------------------------- | -------------------------- |
| 2021 - presente | Candle in the Tomb: Discovery of Golden City | Hu Tian                           |                            |
| 2021 - presente | Ace Troops (Linbing Troops)                  | Gao Liang                         | [ 17 ]                     |
| 2021 - presente | My Story For You                             | Zhang Gonwei                      |                            |
| 2021 - presente | Lucky With You                               | Hou Jue / "Marquis"               |                            |
| 2021 - presente | Dear Military Uniform (My Dear Guardian)     | Liang Zemu                        | [ 18 ]                     |
| 2020            | We Are Young                                 | Duan Ran                          | 47 episodios               |
| 2020            | With You (Together)                          | Lu Chaoyang                       | 2 episodios                |
| 2020            | Love Advanced Customization                  | Song Lin                          | 45 episodios               |
| 2019            | The Thunder                                  | Li Fei                            | 48 episodios               |
| 2018            | My Story for You                             | Changgong Wei                     |                            |
| 2018            | Moonshine and Valentine                      | Helan Jingting / He Lanxi / Ah Xi | 25 episodios               |
| 2016 - 2017     | Demon Girl 2                                 | Nurhaci                           |                            |
| 2016            | Addicted                                     | Gu Hai                            | 15 episodios - (serie web) |

### Películas
| Año  | Título            | Personaje    | Notas                                                                   |
| ---- | ----------------- | ------------ | ----------------------------------------------------------------------- |
| 2020 | Guns and Kidneys  | Ah Meng      | junto a Wang Qianyuan, Ivy Chen, Zhang Liang y Zhang Lanxin             |
| 2020 | Oversize Love     | Han Bing     | junto a Guan Xiaotong                                                   |
| 2020 | Wild Grass        | Wu Feng      | junto a Zhong Chuxi y Ma Sichun                                         |
| 2019 | Mao Zedong 1949   | Chen Youfu   | junto a Tang Guoqiang, Ma Tianyu, Wang Likun, Qin Lan y Du Jiang        |
| 2019 | XX Love           | Han Bing     | junto a Guan Xiaotong y Darren Chen                                     |
| 2019 | Pegasus           | Lin Zhendong | junto a Shen Teng, Yin Zheng, Zhang Benyu y Yin Fang                    |
| 2018 | Operation Red Sea | Gu Shun      | junto a Zhang Yi, Du Jiang, Hai Qing, Wang Yutian y Wang Yanlin         |
| 2017 | Guns and Kidneys  | Ah Meng      | junto a Wang Qianyuan, Wang Likun, Ivy Chen, Zhang Lanxin y Zhang Liang |

### Programas de variedades
| Año              | Programa                                | Notas                  |
| ---------------- | --------------------------------------- | ---------------------- |
| 2020             | Go Fridge                               | invitado               |
| 2020             | Day Day Up                              | invitado               |
| 2019, 2020, 2021 | Happy Camp (快乐大本营)                 | 4 episodios - invitado |
| 2019             | Feel The World in Australia             | miembro                |
| 2019             | Chase Me                                | miembro                |
| 2019             | Hello! Stranger (你好! 陌生人)          | invitado               |
| 2018             | Let Go of My Baby S3 (放开我北鼻第三季) | 13 episodios - miembro |
| 2017             | King of Glory (王者出击)                | miembro                |
| 2017             | 光影星播客                              |                        |
| 2017             | 芭莎大咖秀                              |                        |
| 2017             | 好好吃饭吧                              |                        |
| 2016             | Hello女神                               |                        |
| 2016             | 撕人订制                                |                        |
| 2016             | See You on Monday (周一见)              |                        |
| 2016             | 优酷全明星                              |                        |
| 2016             | Date with Star (约吧！大明星)           | miembro                |
| 2016             | Super Show (超级大首映)                 |                        |
| 2013             | Queen (我是大美人)                      |                        |

### Endorsos
En 2016 se convirtió en la primera celebridad en aparecer en la tarjeta bancaria de "China Merchants Bank".
En junio fue invitado al Desfile de Moda Primavera / Verano 2017 de Dolce & Gabbana durante la Semana de la Monda de Milán como uno de los "Millennials", quienes son invitados de primera fila elegidos por su presencia en Instagram y weibo.
En 2018 fue nombrado portavoz y embajador de las dos marcas de perfumes de China, "Dior Fragrance" y "Elizabeth Arden, Inc". 
En agosto del mismo año se convirtió en el nuevo embajador para "Sebastian Professional" y Johnnie Walker. Más tarde fue honrado como el Primer Embajador de la marca china de Abercrombie & Fitch. En octubre fue nombrado Portavoz global de las dos marcas de cuidado de la piel "SNP" (Shining Nature Purity) y "Sesderma".
| Año    | Título                      | Notas                                          |
| ------ | --------------------------- | ---------------------------------------------- |
| 2020 - | Dior Sauvage                | Embajador - (línea de fragancias para hombres) |
| 2020-  | Peugeot                     | Portavoz                                       |
| 2019   | Honor Mobile Phones         | Embajador                                      |
| 2019   | Doraler                     | Embajador global                               |
| 2018   | Suntory Horoyoi             | Embajador de la marca                          |
| 2018   | Ecco                        | Embajador de la marca                          |
| 2018   | FILA                        | Embajador de la marca                          |
| 2018   | Sesderma                    | Portavoz                                       |
| 2018   | SNP (Shining Nature Purity) | Portavoz                                       |
| 2018   | Abercrombie & Fitch         | Embajador                                      |
| 2018   | Johnnie Walker              | Embajador                                      |
| 2018   | Sebastian Professional      | Embajador                                      |
| 2018   | Elizabeth Arden             | Embajador y portavoz                           |
| 2018   | Dior Fragrance              | Embajador y portavoz                           |
| 2017   | Pantene                     | Embajador y portavoz                           |
| 2016   | China Merchants Bank        |                                                |

### Revistas / sesiones fotográficas
| Año        | Título                                                       | Notas                                         |
| ---------- | ------------------------------------------------------------ | --------------------------------------------- |
| 2020       | GQ China x Philips Men                                       | junto a Jin Dong                              |
| 2020       | Trendshealth China                                           | (publicación de febrero)                      |
| 2019       | Cosmopolitan China                                           |                                               |
| 2019       | Elle Men Fresh - Winter 2019 Issue                           |                                               |
| 2019       | The Movie Channel’s New Media Center x Harper’s Bazaar China |                                               |
| 2019       | Dior Men                                                     |                                               |
| 2019       | Esquire China                                                | (publicación de octubre)                      |
| 2019       | L’Officiel China                                             | junto a Wang Likun - (publicación de octubre) |
| 2019       | L’Officiel Hommes                                            | (publicación de septiembre)                   |
| 2019       | Dior Winter 2019 Men’s Collection                            |                                               |
| 2018       | ICON-F (时尚画报)                                            |                                               |
| 2018       | DONT                                                         |                                               |
| 2017       | BAAZAR Men (芭莎男士)                                        |                                               |
| 2017       | BAAZAR (时尚芭莎)                                            |                                               |
| 2017       | CECI (茜茜姐妹)                                              |                                               |
| 2017       | Marie Claire                                                 |                                               |
| 2017       | Our Street Style                                             |                                               |
| 2017       | CHIC·teen (小资)                                             |                                               |
| 2017       | STYLE (时代风尚)                                             |                                               |
| 2017       | SELF (悦己)                                                  |                                               |
| 2017       | COSMO (时尚)                                                 |                                               |
| 2017       | InStyle iLady                                                |                                               |
| 2017       | 瑞丽服饰美容                                                 |                                               |
| 2017       | 时尚健康                                                     |                                               |
| 2016, 2017 | Esquire (时尚先生)                                           |                                               |
| 2016, 2017 | Men's Uno                                                    |                                               |
| 2016, 2017 | MR (香港MR.杂志)                                             |                                               |
| 2016       | Singles (韩国版)                                             |                                               |
| 2016       | GRAZIA (红秀)                                                |                                               |
| 2016       | L’Officiel (时装)                                            |                                               |
| 2016       | ELLE (世界时装之苑)                                          |                                               |
| 2016       | ELLE Man (睿士)                                              |                                               |
| 2016       | 精品购物指南                                                 |                                               |
| 2016       | 南都娱乐周刊                                                 |                                               |
| 2016       | 女友家园                                                     |                                               |
| 2016       | 瑞丽男人风尚                                                 |                                               |
| 2016       | YOHO (青春潮流杂志)                                          |                                               |
| 2016       | 伊周                                                         |                                               |
| -          | 男人风尚                                                     |                                               |
| -          | 周末画报                                                     |                                               |

### Eventos
| Año  | Título                                | Notas       |
| ---- | ------------------------------------- | ----------- |
| 2019 | China TV Drama Awards                 |             |
| 2019 | Philips Shaver 80th Anniversary Event | (Asistente) |

## Discografía

### Sencillos
| Año  | Canción                       | Álbum                      | Notas              |
| ---- | ----------------------------- | -------------------------- | ------------------ |
| 2018 | Operation Red Sea (红海行动)  | OST de "Operation Red Sea" |                    |
| 2016 | Date with Star (约吧！大明星) | OST de "Date with Star"    |                    |
| 2015 | Oath of the Sea (海若有因)    | OST de "Addicted"          | junto a Xu Weizhou |

### Otras canciones
| Año  | Título | Álbum                                                  | Notas                                                                                            |
| ---- | ------ | ------------------------------------------------------ | ------------------------------------------------------------------------------------------------ |
| 2020 | 战疫   | Lanzado por China Federation of Literary & Art Circles | (Canción y mensajes para apoyar a quienes luchan contra el coronavirus) - junto a otros artistas |

## Embajador
En el 2017 asistió al "15th Strait Youth Forum" donde recibió el título "El Mensajero del Intercambio Cultural Juvenil entre Fujian y Taiwán" (en inglés: "The Messenger of Youth Cultural Exchange between Fujian and Taiwan").
Ese mismo año fue invitado al foro "Descifrando Nuevas Oportunidades en la Película China" (inglés: "Deciphering New Opportunities in Chinese Film"), la cual fue patrocinada por el Festival Internacional de Cine de Shanghái y NetEase Entertainment, donde aceptó la carta de nombramiento para convertirse en "Star Editor" de NetEase.
En enero del 2019 se convirtió en Joven Embajador de la 13.ª Edición de los Premios del Cine Asiático (inglés: "13th Asian Film Awards").
| Año  | Título                                                             | Notas                 |
| ---- | ------------------------------------------------------------------ | --------------------- |
| 2021 | 21st Meet In Beijing International Arts Festival                   | Oficial promocional   |
| 2019 | Colgate                                                            | Portavoz              |
| 2019 | Honor Smartphones                                                  | Embajador tecnológico |
| 2019 | 13th Asian Film Awards                                             | Embajador             |
| 2017 | Star Editor of NetEase                                             |                       |
| 2017 | The Messenger of Youth Cultural Exchange between Fujian and Taiwan |                       |

## Premios y nominaciones
| Año  | Categoría                             | Premio                                                      | Trabajo                 | Resultado |
| ---- | ------------------------------------- | ----------------------------------------------------------- | ----------------------- | --------- |
| 2019 | Best Newcomer                         | 13th Asian Film Award                                       | Operation Red Sea       | Ganó      |
| 2019 | Best Newcomer                         | 25th Huading Award                                          | Operation Red Sea       | Nominado  |
| 2018 | Most Popular Actor                    | 31st Tokyo International Film Festival - Gold Crane Award   | Operation Red Sea       | Ganó      |
| 2018 | Best Newcomer                         | 34th Hundred Flowers Award                                  | Operation Red Sea       | Nominado  |
| 2018 | Best Supporting Actor                 | 14th Changchun Film Festival                                | Operation Red Sea       | Nominado  |
| 2018 | Annual Breakthrough Award             | Esquire China's Man At His Best Awards 2018                 | -                       | Nominado  |
| 2018 | Best Actor (Web Drama)                | Golden Bud - The Third Network Film And Television Festival | Moonshine and Valentine | Nominado  |
| 2018 | Best Actor (Modern Drama)             | 24th Huading Award                                          | Moonshine and Valentine | Ganó      |
| 2018 | Popular Star of the Year              | 2018 Baidu Entertainment Award                              | -                       | Ganó      |
| 2018 | Person of the Year                    | 2018 Baidu Entertainment Award                              | -                       | Ganó      |
| 2018 | Most Commercially Valuable Actor      | Interest Tribe Appreciation Night                           | -                       | Ganó      |
| 2017 | Entertainment Figure of the Year      | 8th DoNews Award Ceremony                                   | -                       | Ganó      |
| 2017 | Beautiful Idol of the Year            | 24th Cosmo Beauty Ceremony                                  | -                       | Ganó      |
| 2017 | New Artiste of the Year               | GQ Men of the Year 2017                                     | -                       | Ganó      |
| 2017 | Most Popular Male Artiste of the Year | 2017 Instyle Icon Award                                     | -                       | Ganó      |
| 2017 | Most Popular Promising Newcomer       | 2016 Powerstar's Award Ceremony                             | -                       | Ganó      |
| 2016 | Promising Idol of the Year            | Youku Young Choice Award Ceremony                           | -                       | Ganó      |
| 2016 | New Force National Idol               | 2016 Netease Attitude Award                                 | -                       | Ganó      |
| 2016 | Rising Idol of the Year               | 23rd Cosmo Beauty Ceremony                                  | -                       | Ganó      |
| 2016 | Dream Fashionable Figure              | Cosmo Fashion for Dream Award Ceremony                      | -                       | Ganó      |
| 2016 | Media Recommended New Idol            | 16th Top Chinese Music Award                                | -                       | Ganó      |